# Stava
Stava is een plaats in de gemeente Österåker in het landschap Uppland en de provincie Stockholms län in Zweden. De plaats heeft 264 inwoners (2005) en een oppervlakte van 90 hectare.